# Batuque

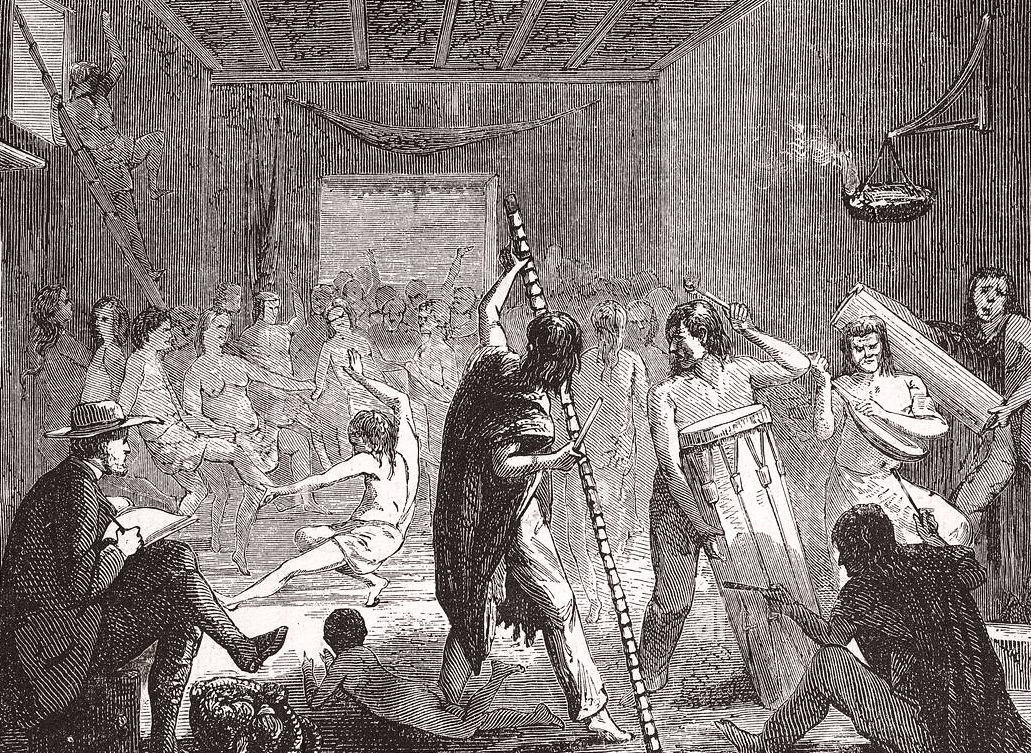
Batuque en Nueva Granada, dibujo de Alexis de Gabriac (1868).

El batuque (también denominado africanismo, nación de santo y nación de Orixá) es una de las religiones afrobrasileñas que se extendieron por gran parte de América Latina.
En el batuque, el culto se brinda exclusivamente a los orixás, siendo Bará el primero en ser honrado antes que cualquier otro por ser éste el orixá de la comunicación y por encontrarse su asentamiento en todos los terreiros. Los principales orixás venerados son Bará, Ogum, Oiá-Iansã, Xangô, Ibeji, Odé, Otim, Obá, Osanhã, Xapanã, Oxum, Iemanjá, Nanã, Oxalá y Orumiláia. También hay deidades que no todas las casas veneran, como Gama (vinculada al culto de Xapanã), Zina, Zambirá y Xanguin (rara cualidad de Bará). Aunque muchas de estas deidades eran originalmente deidades vodún (como Xapanã y Zambirá), se sabe que los yorubas veneraban a estas deidades vodún como orixás, como lo recoge Johnson en su libro The History of the Yorubas, publicado en 1895. Los seguidores del Batuque se identifican con la nación Nago (Yoruba).
Aunque es muy parecido al Candomblé Queto o Ketu, el Batuque tiene sus propios rituales de iniciación y desligamiento, juegos de conchas de cauri, cocina ritual, asentamientos, vestuarios, herramientas de cada deidad, disposición de los orixás dentro de la sala sagrada y deidades que se veneran dentro y fuera del templo.

## Origen
El batuque es el resultado de las religiones de los pueblos del golfo de Guinea y Nigeria, que se practicaban en regiones de dichas naciones.
El batuque desciende de varias etnias africanas:
- yoruba (en gran parte),
- Cabinda o cambinda,
- fon (conocida como yeyé, en portugués jeje /yeyé/),
- iyejá,
- nagó o nagô,
- oyó u oió.

## Descripción
El batuque adapta algunos elementos del candomblé (atavíos, leyendas, etc.) debido, en gran parte, a que muchos practicantes del batuque descienden de una familia religiosa con corrientes candomblecistas.
Básicamente es una religión monoteísta que cree en un solo dios (llamado con diversos nombres, como Oloddumare y Olorum), a quien le rinden culto a través de los orixá (energías mensajeras entre los hombres y Dios, intercesores en nombre de ambos), teniendo cada orixá una cualidad, elemento natural, pasaje y demás características propias de sí.

### Naciones
Existen luego algunas diferencias entre los distintos linajes dentro del batuque, que se denominan «naciones», pues a pesar de que el batuque posee muchas influencias nagó y yeyé, algunos esclavos consiguieron mantener vivos algunos de sus ritos diferenciales de otras naciones (como la tenencia del balé, por ejemplo).
Esto dio origen a la existencia de «naciones» dentro del batuque, como:
- Jejé o Jejé-Nagó: en esta modalidad se rinde culto a los orixás, y es una de las naciones de batuque más difundidas.
- Ijexá o Ijèṣá (/iyejá/): esta modalidad recibió influencias de los ijexas, manteniendo algunos de sus ritos vivos hasta el presente.
- Oió u Oyó: característico por un culto con balé de egum, elemento propio de los cabinda y los oió. El culto toma muchas tradiciones de la tribu oyó.
- Cabinda: Esta modalidad se caracteriza por el culto a Xango Kamuka, el cual es propio de esta nación, siendo el mayor exponente de ésta, el pai de santo o babalorixá (en el idioma yoruba, bàbálòrìṣà) don Valdemar de Xango Kamuka, y también por la existencia del "Balé".

### El culto a los egún
En el batuque existe también el culto a los egún, el cual se hace a través del balè, una casita que queda separada del resto de las construcciones y generalmente va situada en los fondos del terreno o en el frente al lado de la casita de Bara Lode y Ogun Avagan, los guerreros que se encargan de cuidar y proteger las casas de batuque.

## Otro culto
Otro tipo de culto muy emparentado con el batuque es el xangó del Nordeste, también de raíces yeyé-nagó.